# (250606) Bichat
Pour les articles homonymes, voir Bichat.
(250606) Bichat est un astéroïde de la ceinture principale.

## Description
(250606) Bichat est un astéroïde de la ceinture principale. Il fut découvert par Bernard Christophe le 12 mars 2005 à l'observatoire de Saint-Sulpice. Il présente une orbite caractérisée par un demi-grand axe de 2,44 UA, une excentricité de 0,084 et une inclinaison de 6,26° par rapport à l'écliptique.
Il fut nommé en hommage à Marie François Xavier Bichat, médecin et anatomo-pathologiste français. Le célèbre Hôpital du XXVIIIè arrondissement de Paris porte son nom.

## Compléments